# Svegssjön
Svegssjön är en sjö i Härjedalens kommun i Härjedalen som ingår i Ljusnans huvudavrinningsområde. Namnet har sjön fått av den intilliggande orten Sveg. Sjön har en area på 63,5 kvadratkilometer och ligger 366,3 meter över havet. Sjön är dock reglerad och höjden varierar från 358 till 369 meter över havet. Sjön avvattnas av älven Ljusnan.
Svegssjön är ett vattenmagasin som uppstod när Ljusnan, Veman och Härjån dämdes upp 1975.
Det finns två kraftverksanläggningar i direkt anslutning till sjön. Svegs kraftverk, som är den större av anläggningarna, och själva dammen, ligger i närheten av Sveg. Det mindre kraftverket, som byggdes redan 1919, ligger vid Kvarnforsen strax söder om Herrö. Anläggningen byggdes dock om 1966, och ägs av Härjeåns Kraft AB.

## Delavrinningsområde
Svegssjön ingår i delavrinningsområde (688328-141274) som SMHI kallar för Utloppet av Svegssjön. Medelhöjden är 402 meter över havet och ytan är 236,8 kvadratkilometer. Räknas de 722 avrinningsområdena uppströms in blir den ackumulerade arean 8 475,45 kvadratkilometer. Avrinningsområdets utflöde Ljusnan mynnar i havet. Avrinningsområdet består mestadels av skog (50 procent) och sankmarker (15 procent). Avrinningsområdet har 64,63 kvadratkilometer vattenytor vilket ger det en sjöprocent på 27,3 procent.